# 克莱尔·佩里
是一位英国政治人物，保守党人。现任迪韦齐斯选区国会议员，文翠珊內閣商业能源和产业战略部气候变化和工业副大臣。
曾任国防大臣菲利普·哈蒙德的国会私人秘书，政府助理党鞭，交通部铁路政务次官等职。

## 生平
佩里在英国西南的海滨城市北萨默塞特长大，家中排行老幺。高中就读于当地的内尔西学校。后进入牛津大学布雷齐诺斯学院学习地理学，1985年毕业。其大学同学、记者乔治·蒙比奥在《卫报》专栏中回忆大学时佩里是“一心想把银行国有化并摧毁资本主义的叛经离道者。”佩里后来在哈佛大学获得工商管理硕士学位。
从政前，佩里曾在美国银行、麦肯锡公司和瑞士信贷集团从事银行和金融工作。2006年加入保守党，成为影子财政大臣乔治·奥斯本的幕僚。